# Andorra op de Olympische Winterspelen 1994
Tijdens de Olympische Winterspelen van 1994, die in Lillehammer (Noorwegen) werden gehouden, nam Andorra voor de zesde keer deel.

## Deelnemers en resultaten
(m) = mannen, (v) = vrouwen 

### Alpineskiën
| Olympiër          | Discipline       | Resultaat | Prestatie                                              |
| ----------------- | ---------------- | --------- | ------------------------------------------------------ |
| Gerard Escoda (3) | super g (m)      | 44e       | 1.38,77 (+6,24)                                        |
| Gerard Escoda (3) | reuzenslalom (m) | DNF-1     | run 1: opgave                                          |
| Gerard Escoda (3) | slalom (m)       | DNF-1     | run 1: opgave                                          |
| Gerard Escoda (3) | combinatie (m)   | DNF-s2    | afdaling: 1.41,93 slalom: run 1: 54,22 run 2: opgave   |
| Victor Gómez (2)  | super g (m)      | 43e       | 1.38,64 (+6,11)                                        |
| Victor Gómez (2)  | reuzenslalom (m) | DNF-1     | run 1: opgave                                          |
| Santi López       | super g (m)      | DNF       | opgave                                                 |
| Ramon Rossell (2) | super g (m)      | 46e       | 1.40,25 (+7,72)                                        |
|                   |                  |           |                                                        |
| Vicky Grau (2)    | super g (v)      | 36e       | 1.26,39 (+4,24)                                        |
| Vicky Grau (2)    | reuzenslalom (v) | DNF-2     | run 1: 1.26,05 run 2: opgave                           |
| Vicky Grau (2)    | slalom (v)       | DNF-1     | run 1: opgave                                          |
| Caroline Poussier | reuzenslalom (v) | DNF-1     | run 1: opgave                                          |
| Caroline Poussier | slalom (v)       | 24e       | run 1: 1.04,46 run 2: 1.02,36 totaal: 2.06,82 (+10,81) |

Amerikaanse Maagdeneilanden · Amerikaans-Samoa · Andorra · Argentinië · Armenië · Australië · België · Bermuda · Bosnië en Herzegovina · Brazilië · Bulgarije · Canada · Chili · China · Chinees Taipei · Cyprus · Denemarken · Duitsland · Estland · Fiji · Finland · Frankrijk · Georgië · Griekenland · Groot-Brittannië · Hongarije · IJsland · Israël · Italië · Jamaica · Japan · Kazachstan · Kirgizië · Kroatië · Letland · Liechtenstein · Litouwen · Luxemburg · Mexico · Moldavië · Monaco · Mongolië · Nederland · Nieuw-Zeeland · Noorwegen · Oekraïne · Oezbekistan · Oostenrijk · Polen · Portugal · Puerto Rico · Roemenië · Rusland · San Marino · Senegal · Slovenië · Slowakije · Spanje · Trinidad en Tobago · Tsjechië · Turkije · Verenigde Staten · Wit-Rusland · Zuid-Afrika · Zuid-Korea · Zweden · Zwitserland